# Женская сборная Великобритании по флорболу
Женская национальная сборная Великобритании по флорболу — представляет Великобританию на международных соревнованиях по флорболу. Управляющей организацией является Федерация флорбола Великобритании (англ. United Kingdom Floorball Federation).

## Результаты выступлений

### Чемпионаты мира
| Год        | Победы         | Ничьи          | Поражения      | Место          |
| ---------- | -------------- | -------------- | -------------- | -------------- |
| 1997—1999  | не участвовали | не участвовали | не участвовали | не участвовали |
| 2001       | 0              | 0              | 4              | 16             |
| 2003—н. в. | не участвовали | не участвовали | не участвовали | не участвовали |